# La obra de arte del futuro

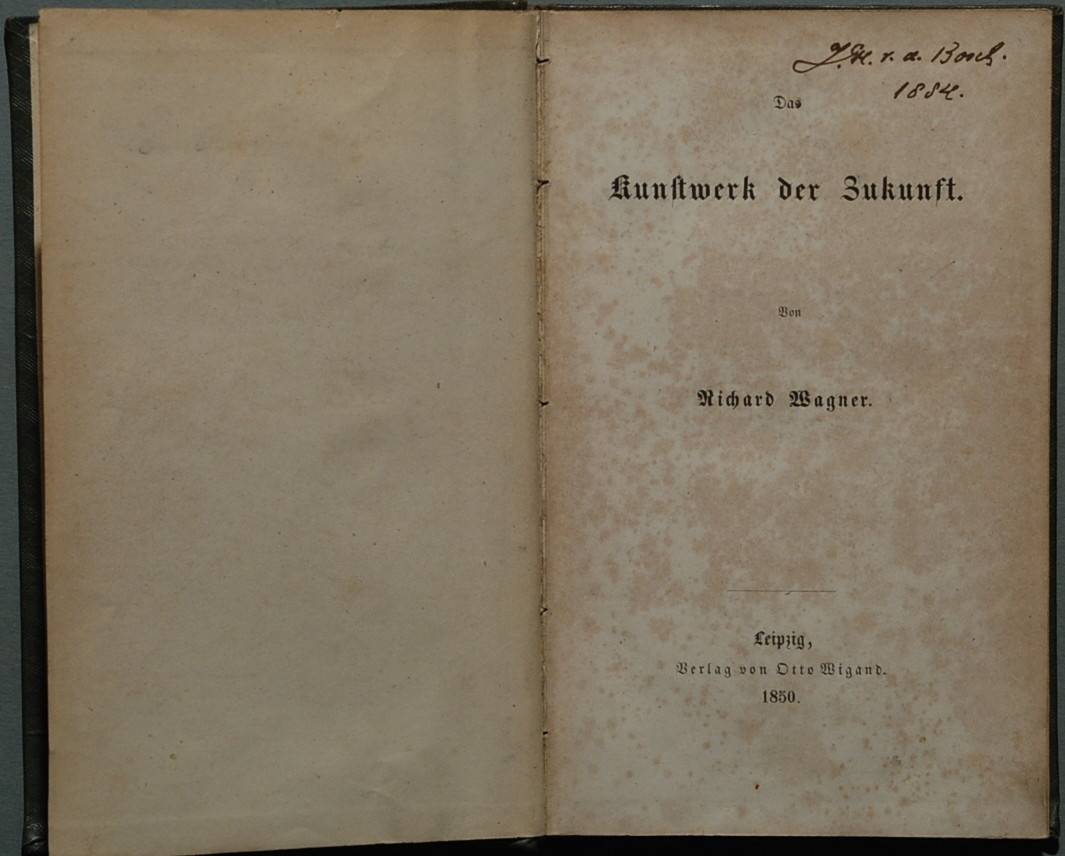
Portada de la primera edición.

La obra de arte del futuro (en alemán: Das Kunstwerk der Zukunft) es un largo ensayo escrito por Richard Wagner, publicado por primera vez en 1849 en Leipzig, en el que se establecen algunos de sus ideales en torno al arte en general y el drama musical en particular. Este ensayo no debe ser confundido con Música del futuro.

## Antecedentes
El ensayo es parte de un grupo de estudios teóricos que Wagner produjo en un período de escritura intensiva a raíz de su exilio tras el alzamiento de mayo en Dresde en 1849. Siguió a Arte y revolución y precedió a El judaísmo en la música, desarrollando las ideas de aquel y prefigurando algunos de los temas de este.
Wagner escribió el ensayo por completo en unos dos meses, en Zúrich. En noviembre de 1849 escribió a su amigo Theodor Uhlig: «Esta será la última de mis obras literarias». En esto, como en otros asuntos, Wagner cambió de opinión. 
El ensayo está dedicado al filósofo Ludwig Feuerbach, cuyas obras (quizás especialmente Principios de la filosofía del futuro) inspiraron algunas de sus ideas. En septiembre y octubre de 1849 Wagner había leído tanto Reflexiones sobre la muerte y la inmortalidad como La Esencia del Cristianismo de Feuerbach. El biógrafo de Wagner, Ernest Newman, opinó que el estilo de la prosa de Wagner en este ensayo y otros estuvo fuertemente influido por Feuerbach, que era «constitucionalmente proclive a la antítesis»; al tiempo que observó que años más tarde Wagner rechazó la filosofía de Feuerbach por la de Schopenhauer.
El título del ensayo persiguió a Wagner, ya que a partir de entonces sus oponentes se burlaban de él denominándolo profeta autoproclamado de «la música del futuro».
Inmediatamente después del ensayo Wagner escribió precipitadamente un proyecto de libreto, sobre todo en prosa, de nombre Wieland der Schmied (Völundr el herrero). En el cierre del presente ensayo refirió que, a su juicio, dicho relato era apropiado como material para su ideal de drama musical. En un principio tuvo la intención de producirlo en París; sin embargo, abandonó este plan y el proyecto finalmente se convirtió en la base para la primera ópera eslovaca, Kovac Wiland, de Ján Levoslav Bella (producida en Bratislava en 1924).

## Contenido
Wagner comienza su ensayo afirmando lo siguiente: 

El arte se relaciona con el ser humano tal como este se relaciona con la naturaleza.

El pueblo (en alemán, «Volk») es para Wagner «la suma de todos aquellos que sienten una necesidad comunitaria» así como la fuerza que condiciona el surgimiento y desarrollo de la obra de arte. Aquellos que no sienten ese impulso comunitario viven, a juicio de Wagner, ajenos al «Volk»: 

¿Quién, pues, no pertenece al pueblo, y quienes son sus enemigos? Todos aquellos que no sienten ninguna necesidad, y cuyo impulso vital, por tanto, consiste en exigencias que no crecen hasta alcanzar la fuerza de la necesidad, o sea que son imaginarias, falsas, egoístas, con lo que […] se contraponen justamente a las comunes.

Para Wagner, el egoísmo es contrario al Arte:

Lo exclusivo, lo único, lo egoísta, tan solo está capacitado para tomar, pero no para dar […] La más poderosa fuerza creadora se halla […] en la máxima pluralidad […]

Ya en su ensayo anterior, Arte y revolución, Wagner asocia la crisis del arte (derivada de la especulación, mercantilización y banalización del mismo) al egoísmo humano, que, por otro lado, vincula en gran medida al cristianismo deformado. Para Wagner, ese ideal de vida, en contraposición al griego, habría tendido a crear sobre los seres humanos una cosmovisión alejada del cooperativismo y la alegría de vivir que definieron en buena medida el espíritu del pueblo heleno.

¿Ante qué fenómeno tenemos una sensación más descorazonadora de la impotencia de nuestra frívola cultura sino ante el arte de los helenos?

Lo que antaño, en la Antigua Grecia, por medio de la Tragedia griega, fue una fructífera cooperación entre las distintas disciplinas artísticas, acabó derivando, con el paso de los siglos y la deformación del ideal cristiano y su negación hacia todo lo sensible y la propia naturaleza, en la progresiva separación de las distintas modalidades artísticas y el ensombrecimiento de cada una de ellas. Para Wagner, la obra de arte del futuro debía tomar como modelo la Tragedia griega y su visión integradora de las artes, que sitúa al ser humano como objeto y materia esenciales de la acción dramática: 

Así pues, hemos de hacer del arte helénico arte humano en general; debemos sustraerlo de las condiciones bajo las que fue solo helénico, y no arte humano universal, para poder hacernos, ya ahora, una imagen fidedigna de la obra de arte del futuro […]

Para Wagner, Beethoven supo encontrar en la música instrumental un nuevo horizonte expresivo:

La incomparable capacidad que tiene la música instrumental para expresar el ímpetu y el deseo primordiales y poderosos se le relevó a Beethoven.

Sin embargo, por medio de su última sinfonía, Beethoven, al incluir en ella la palabra, demostró que el lenguaje de la música, llegado cierto punto, requiere necesariamente de la poesía:

La última sinfonía de Beethoven es la redención, desde su elemento más propio, de la música en el arte universal. Esa sinfonía es el evangelio humano del arte del futuro. Tras ella no hay progreso posible, pues a continuación solo puede venir, inmediatamente, la obra de arte consumada del futuro, el drama universal, para el que Beethoven nos ha forjado la llave artística.

En este ensayo Wagner defiende la llamada obra de arte total, aquella en que cada disciplina artística aporta al todo su peculiar e insustituible medio de expresión, asegurando que solo en ese cooperativismo artístico cada una de ellas (la danza, la música, la poesía, la arquitectura, la escultura y la pintura) logra ser todo aquello que puede ser:

[…] solo cuando una modalidad artística es necesaria e indispensable resulta ser a la vez y enteramente aquello que es, que puede y debe ser.

En formas como la Ópera o el Oratorio, las artes, para Wagner, se presentaban unidas pero no integradas. La relación que vinculaba a la música con la poesía o la danza resultaba, en muchos casos, pobre y anodina. Para el compositor, cada una de las artes debía entregarse por completo a la acción dramática, gracias a la cual los límites individuales de cada modalidad artística se anulaban al coordinarse:

La obra de arte del futuro es una obra común y no puede surgir más que de una demanda común […] aquello que hace posible la participación de todos, aquello que la hace necesaria y que jamás podría manifestarse sin esa participación, es el núcleo genuino del drama, a saber, la acción dramática.

De entre las seis Bellas Artes, Wagner distingue aquellas que derivan directamente del ser humano y para las que no se requiere de un medio material externo, danza, música y poesía («Las tres [el arte de la danza, el arte del sonido y el arte de la poesía] son, por su esencia, inseparables […] cada una de ellas por separado […] solo puede llevar una vida oculta y artificial»), del resto: arquitectura, escultura y pintura.
Wagner vincula la labor creativa del artista a la naturaleza y su creación inexorable (inevitable, sin motivo, natural):

[…] el ser humano real no existirá hasta que su vida esté configurada y ordenada por la verdadera naturaleza humana, y no por las arbitrarias leyes del Estado; por su parte, el arte real no tendrá vida hasta que sus configuraciones precisen solo ya subordinarse a las leyes de la naturaleza, y no al despótico humor de la moda.

La moda es, para Wagner, expresión del rechazo por la naturaleza:

La moda es un estimulante artificial, que despierta exigencias que no son naturales allí donde no hay otras que sí lo sean […] violenta el natural sentido de la belleza que posee el ser humano obligándole a venerar lo feo […] La esencia de la moda es la uniformidad más absoluta […] Su poder es el poder de la rutina.

Confiando enteramente en la capacidad inagotable de renovación de la propia naturaleza, Wagner afirma que:

Una vez superadas las condiciones del imperio de la moda, surgirán espontáneamente las del arte verdadero.

El drama del futuro llegará a tener propia existencia en el preciso instante en que ni la obra de teatro, ni la ópera, ni la pantomima sean ya capaces de seguir viviendo; en el momento en que las condiciones que les permitieron formarse y mantenerse en su artificial vida estén completamente superadas.

Los principios artísticos defendidos en este y otros ensayos fueron plasmados por Wagner en sus grandes creaciones posteriores: El anillo del nibelungo, Tristán e Isolda, Los maestros cantores de Núremberg y Parsifal.

## Realidad contemporánea
Aunque inspirada en la Antigua Grecia, la visión de Wagner supuso una revolución en el mundo artístico de su época y posteriormente. Aquello de lo que habló el compositor (la necesidad de aunar en un solo marco todas las disciplinas artísticas) ha tenido múltiples aplicaciones posteriores. Los principios asentados por Wagner comienzan a evidenciarse cada vez más como necesarios. 
El cine, de algún modo, recogió parte de los ideales de integración artística que propuso Wagner. Sin embargo, no es la forma posible más completa de Arte; en ella la acción dramática no acontece en directo: es grabada y posteriormente proyectada. En el drama musical, el cine, por medio de proyecciones, actúa como una disciplina más, junto al resto, al servicio de la acción dramática.
Por lo anteriormente señalado, un gran número de estudiosos consideran que, de entre todas, el drama musical (la obra de arte del futuro) se muestra, pues, como la forma artística más capaz y completa.